# Adam Wade

Patrick Henry " Adam " Wade (17 de marzo de 1935 - 7 de julio de 2022) fue un cantante, músico y actor estadounidense. Wade fue conocido por su paso como presentador del programa de juegos Musical Chairs (1975) de la CBS, lo que lo convirtió en el primer presentador de programas de juegos negro en los Estados Unidos.

## Biografía
Nacido en Pittsburgh (Pensilvania), fue hijo de Pauline Simpson y Henry Oliver Wade, Jr., Wade fue criado por sus abuelos y creció en el vecindario de East Liberty donde asistió a la escuela secundaria Westinghouse graduándose en 1952. Después de la secundaria, Wade asistió a la Universidad Estatal de Virginia, pero la abandonó en su segundo año.
Después de trabajar durante un tiempo como asistente de laboratorio con el Dr. Jonas Salk en el equipo de investigación de la polio, Wade comenzó una carrera discográfica y firmó con Coed Records a finales de 1959. Tuvo su primer éxito a principios de 1960 con la canción "Ruby",  una versión de la exitosa canción de la película de 1953 que alcanzó el puesto 58 en las listas de éxitos de Estados Unidos.
Wade fue popular a principios de la década de 1960. En 1961 tres de sus grabaciones, "Take Good Care of Her" (núm. 7), "As If I Didn't Know" (núm. 10) y "The Writing on the Wall (núm. 5) llegaron al Top 10 en la lista Billboard Hot 100. Estas canciones también llegaron al Top 5 de la lista Billboard Adult Contemporany. Wade publicó en el Reino Unido los álbumes Adam and Evening en 1961 y Adam Wade One Is A Lonely Number en 1962. Wade también lanzó un EP en 1960, And Then Came Adam. "Take Good Care of Her" alcanzó el puesto 38 en la lista de sencillos del Reino Unido en junio de 1961. El estilo vocal de Wade se comparó generalmente con el de su contemporáneo Johnny Mathis. Pero en realidad fue un cantante de un período anterior, Nat King Cole, quien fue su principal influencia. En una entrevista de Connecticut Public Radio, Wade dijo: "Mi padre me presentó la música de Nat cuando era niño. Era mi ídolo desde la escuela secundaria".
En 1975, Wade se convirtió en el primer afroamericano en presentar un concurso de televisión, con el estreno de Musical Chairs. Protagonizó una producción teatral de Guys and Dolls en 1978 y presentó el programa de entrevistas Mid-Morning LA. En 1979, coprotagonizó con Della Reese una producción de Same Time, Next Year. En la televisión se le vio en las telenovelas Guiding Light y Search for Tomorrow, y fue una presencia familiar en comedias de situación populares de orientación negra como Sanford &amp; Son, Los Jefferson, What's Happening!! y Good Times. A finales de la década de 1970 y principios de la de 1980, Wade comenzó a concentrarse en la actuación y apareció en varias de las llamadas películas de blaxploitation, incluida Gordon's War .
Wade volvió brevemente a grabar, produciendo un álbum homónimo en el sello discográfico Kirschner, que fue distribuido por Columbia Records. Apareció en un episodio de The Dukes of Hazzard. Su última aparición teatral fue con la compañía itinerante de 2008 de la obra The Color Purple. Wade y su esposa tuvieron una empresa de producción musical, Songbird, cuya sede se encuentra en Nueva Jersey .
Wade falleció en su residencia de Montclair (Nueva Jersey), el 7 de julio de 2022, a los 87 años, tras padecer durante años la enfermedad de Parkinson.

## Discografía

### Álbumes
- And Then Came Adam (Coed, 1960)
- Adam and Evening (Coed, 1961)
- Adam Wade's Greatest Hits (Epic, 1962)
- One Is a Lonely Number (Epic, 1962)
- What Kind of Fool Am I? (Epic, 1963)
- A Very Good Year for Girls (Epic, 1963)
- Adam Wade (Kirshner, 1977)